# OFC Champions League 2022
Die OFC Champions League 2022 war die 20. Auflage der ozeanischen Klubmeisterschaft, Ozeaniens wichtigstem Klubfußballturnier, das von der Oceania Football Confederation (OFC) organisiert wurde, und die 15. Saison unter dem aktuellen Namen OFC Champions League.
Im Finalspiel besiegte Auckland City die AS Vénus mit 3:0 und gewann damit ihren zehnten Titel bei diesem Turnier. Hienghène Sport war hiervor noch immer Titelträger, da die Ausgaben in den Jahren 2020 und 2021 nicht zu Ende ausgetragen wurden. Allerdings schieden diese wiederum im Halbfinale gegen Vénus aus.

## Teilnehmer
Insgesamt nehmen 14 Mannschaften aus acht der OFC-Mitgliedsverbände am Wettbewerb teil. Aufgrund der COVID-19-Pandemie wurde das Turnier etwas abgeändert, womit fast jede Mannschaft in der Qualifikation antreten musste. Als etablierter Verband musste der Vertreter von Neuseeland hieran nicht extra teilnehmen und bekam ein Freilos für die nächste Runde. Da die Vorrunde aufgrund von Reisebeschränkungen abgesagt werden musste, wurde der Vertreter der Cookinseln Nikao Sokattak nach sportlicher Bewertung der letzten Jahre als letzter Vertreter der Gruppenphase nominiert.
Alle anderen Mannschaften derselben Verbände mussten erst in einem nationalen Playoff jeweils gegeneinander spielen.
| Land            | Mannschaft       | Qualifikationsmethode                      |
| --------------- | ---------------- | ------------------------------------------ |
| Fidschi         | Lautoka          | Premier League 2021 Meister                |
| Fidschi         | Rewa             | Premier League Vizemeister                 |
| Neukaledonien   | Hienghène Sport  | Super Ligue 2021 Meister                   |
| Neukaledonien   | Ne Drehu         | Super Ligue 2021 Vizemeister               |
| Papua-Neuguinea | Lae City         | National Soccer League 2021 Meister        |
| Papua-Neuguinea | Hekari United    | National Soccer League 2021 Vizemeister    |
| Salomonen       | Central Coast    | Telekom S-League 2021 Meister              |
| Salomonen       | Solomon Warriors | Telekom S-League 2021 Vizemeister          |
| Tahiti          | Pirae            | Ligue 1 2020/21 Meister                    |
| Tahiti          | Vénus            | Ligue 1 2020/21 Vizemeister                |
| Vanuatu         | Galaxy           | VFF National Super League 2021 Meister     |
| Vanuatu         | RueRue           | VFF National Super League 2021 Vizemeister |

## Terminplan
Am 4. März 2021 verkündete die OFC, dass die ursprünglich in Tonga geplante Qualifikationsphase vom 16. bis 22. Oktober 2021 aufgrund der COVID-19-Pandemie auf das Frühjahr 2022 verschoben wurde. Am 4. Juni 2021 wurde dann wiederum verkündet, dass der Beginn des Turniers von Anfang des Jahres in den August verschoben werden wird. Am 8. Oktober 2021 wurde dann das neue Format des Turniers vorgestellt.

## National Playoffs
Am 13. Mai 2022 verkündete die OFC, dass es sechs Partien zwischen den nationalen Vertretern geben soll, welche dann am Ende über den nationalen Teilnehmer des Verbandes am Turnier der Champions League entscheiden. Dabei nominierte der neuseeländische Verband allein Auckland City, womit hier kein Spiel nötig wurde. Einzig zwischen den Vertretern von Papua-Neuguinea und Tahiti wurde im Vergleich zu den anderen Teilnehmern diese Entscheidung in einem einzigen Spiel ausgetragen.
| 4. Juni 2022 15:00 | Ne Drehu FC                    | 2:2          | Hienghène Sport                       | Stade Yoshida, Koné (Neukaledonien) Zuschauer: 308 Schiedsrichter: Johnny Reboul (Neukaledonien) |
| 4. Juni 2022 15:00 | Mone Wamowe 23′ Emile Hace 71′ | Spielbericht | Emile Béaruné 88′ Joseph Athale 90+4′ | Stade Yoshida, Koné (Neukaledonien) Zuschauer: 308 Schiedsrichter: Johnny Reboul (Neukaledonien) |

| 6. Juni 2022 15:00 | Hienghène Sport         | 2:1          | Ne Drehu FC         | Stade Yoshida, Koné (Neukaledonien) Zuschauer: 1.300 Schiedsrichter: Médéric Lacour (Neukaledonien) |
| 6. Juni 2022 15:00 | Bertrand Kaï 22′, 90+2′ | Spielbericht | Nathanael Hmaen 25′ | Stade Yoshida, Koné (Neukaledonien) Zuschauer: 1.300 Schiedsrichter: Médéric Lacour (Neukaledonien) |

| 14. Juni 2022 20:00 | AS Pirae | 0:1 (n. V.)  | AS Vénus          | Stade Pater, Papeete Zuschauer: 688 Schiedsrichter: Teremoana Roihau (Tahiti) |
| 14. Juni 2022 20:00 |          | Spielbericht | Roonui Tehau 111′ | Stade Pater, Papeete Zuschauer: 688 Schiedsrichter: Teremoana Roihau (Tahiti) |

| 17. Juni 2022 19:30 | Lautoka FC          | 1:1          | Rewa FC                | Churchill Park, Lautoka Zuschauer: 1.500 Schiedsrichter: Neeshil Varman (Fidschi) |
| 17. Juni 2022 19:30 | Sairusi Nalaubu 75′ | Spielbericht | Rusiate Matarerega 59′ | Churchill Park, Lautoka Zuschauer: 1.500 Schiedsrichter: Neeshil Varman (Fidschi) |

| 19. Juni 2022 15:00 | Rewa FC                                                            | 4:0          | Lautoka FC             | ANZ National Stadium, Suva Zuschauer: 800 Schiedsrichter: Kavitesh Behari (Fidschi) |
| 19. Juni 2022 15:00 | Rusiate Matarerega 25′, 51′ Alick Worworbu 37′ Samuela Nabenia 81′ | Spielbericht | Rusiate Matarerega 59′ | ANZ National Stadium, Suva Zuschauer: 800 Schiedsrichter: Kavitesh Behari (Fidschi) |

| 18. Juni 2022 14:00 | RueRue FC    | 0:0 | ABM Galaxy FC | Luganville Soccer Stadium, Luganville Zuschauer: 3.500 Schiedsrichter: Arnold Tari (Vanuatu) |
| 18. Juni 2022 14:00 | Spielbericht |     |               | Luganville Soccer Stadium, Luganville Zuschauer: 3.500 Schiedsrichter: Arnold Tari (Vanuatu) |

| 25. Juni 2022 14:00 | ABM Galaxy FC                                                         | 5:0          | RueRue FC | Korman Stadium, Port Vila Zuschauer: 3.000 Schiedsrichter: Jarethy George (Vanuatu) |
| 25. Juni 2022 14:00 | Ivong Wilson 45′ Andre Batick 54′ Kensi Tangis 73′, 84′ Bong Kalo 79′ | Spielbericht |           | Korman Stadium, Port Vila Zuschauer: 3.000 Schiedsrichter: Jarethy George (Vanuatu) |

| 19. Juni 2022 15:00 | Solomon Warriors FC | 1:1          | Central Coast FC   | Lawson Tama, Honiara Zuschauer: 10.000 Schiedsrichter: Timothy Niu (Salomonen) |
| 19. Juni 2022 15:00 | John Alick 36′      | Spielbericht | Junior Fordney 76′ | Lawson Tama, Honiara Zuschauer: 10.000 Schiedsrichter: Timothy Niu (Salomonen) |

| 25. Juni 2022 15:00 | Central Coast FC                                                                 | 2:2 (n. V.) 4:2 (i. E.) | Solomon Warriors FC                                                          | Lawson Tama, Honiara Zuschauer: 10.000 Schiedsrichter: Ben Ariel Aukwai (Salomonen) |
| 25. Juni 2022 15:00 | Clifford Fafale 86′, 120+1′ Charlie Otainao Hudson Oreinima Fred Bala David Supa | Spielbericht            | Tigi Molea 2′ Alwin Hou 96′ Aengari Gagami John Alick Tigi Molea Matson Feni | Lawson Tama, Honiara Zuschauer: 10.000 Schiedsrichter: Ben Ariel Aukwai (Salomonen) |

| 19. Juni 2022 15:00 | Lae City FC           | 2:1          | Hekari United FC | PNG Football Stadium, Port Moresby Zuschauer: 2.000 Schiedsrichter: David Yareboinen (Papua-Neuguinea) |
| 19. Juni 2022 15:00 | Mathew David 87′, 90′ | Spielbericht | Oberth Simon 45′ | PNG Football Stadium, Port Moresby Zuschauer: 2.000 Schiedsrichter: David Yareboinen (Papua-Neuguinea) |

## Gruppenphase
Die übrig gebliebenen Mannschaften spielten nun in zwei Gruppen zu je vier Teilnehmern, vom 4. bis zum 11. August 2022 in Auckland, nun die Teilnehmer an der K.o.-Phase aus. Als alleinige Spielstätte diente die Ngahue Reserve.

### Gruppe A
| Pl. | Verein        | Sp. | S | U | N | Tore    | Diff. | Punkte |
| --- | ------------- | --- | - | - | - | ------- | ----- | ------ |
| 1.  | Venus         | 3   | 2 | 0 | 1 | 004:100 | +3    | 06     |
| 2.  | Central Coast | 3   | 2 | 0 | 1 | 006:600 | ±0    | 06     |
| 3.  | Galaxy        | 3   | 1 | 1 | 1 | 004:500 | −1    | 04     |
| 4.  | Lae City      | 3   | 0 | 1 | 2 | 004:600 | −2    | 01     |

### Gruppe B
| Pl. | Verein            | Sp. | S | U | N | Tore    | Diff. | Punkte |
| --- | ----------------- | --- | - | - | - | ------- | ----- | ------ |
| 1.  | Auckland City (A) | 3   | 3 | 0 | 0 | 012:100 | +11   | 09     |
| 2.  | Hienghène Sport   | 3   | 2 | 0 | 1 | 003:500 | −2    | 06     |
| 3.  | Rewa              | 3   | 1 | 0 | 2 | 003:600 | −3    | 03     |
| 4.  | Nikao Sokattak    | 3   | 0 | 0 | 3 | 002:800 | −6    | 0      |

(A) = Ausrichter

## Finalrunde
Es wurde je ein Gruppensieger gegen einen Gruppenzweiten einer anderen Gruppe gelost, wobei die Gruppensieger Heimrecht hatten. Die Spiele des Halbfinals wurden am 14. und respektive das Finale am 17. August 2022 ausgetragen.
|  | Halbfinale | Halbfinale      | Halbfinale |  |  | Finale | Finale        | Finale |
|  |            |                 |            |  |  |        |               |        |
|  |            |                 |            |  |  |        |               |        |
|  | A1         | Vénus           | 4          |  |  |        |               |        |
|  | B2         | Hienghène Sport | 0          |  |  |        |               |        |
|  |            |                 |            |  |  | H1     | Vénus         | 0      |
|  |            |                 |            |  |  | H2     | Auckland City | 3      |
|  | B1         | Auckland City   | 2          |  |  |        |               |        |
|  | A2         | Central Coast   | 0          |  |  |        |               |        |
|  |            |                 |            |  |  |        |               |        |

- Final-Schiedsrichter:  David Yareboinen